# Megistotherium osteothlastes
Il megistoterio (Megistotherium osteothlastes) è un gigantesco mammifero carnivoro estinto, vissuto nel Miocene inferiore, i cui resti sono stati ritrovati in Libia e in Egitto, in terreni databili a circa 25 milioni di anni fa.

## Un "lupo" gigantesco
Questo animale dall'aspetto simile a quello di un lupo smisurato, appartiene all'ordine (o sottordine) estinto dei creodonti. Il solo cranio era lungo circa 65 cm; aveva un'altezza al garrese di circa 1,5 m e una lunghezza di 3,5 m. Con una massa stimata di oltre 600 kg, il megistoterio era dotato di zampe in proporzione più corte di quelle di un lupo, il che conferiva al corpo dell'animale un aspetto lungo e basso. Ossa di mastodonti sono state trovate insieme a fossili di questo gigante; forse il megistoterio assaliva i grandi proboscidati per cibarsene. Non è chiaro, comunque, se il megistoterio fosse un predatore attivo oppure si nutrisse di carogne.